# CBS Films
CBS Films Inc. — существовавшая с 2007 по 2019 г. американская кинопроизводственная и дистрибуционная компания. Подразделение CBS Corporation, по принятой в США классификации считалось «мини-мейджором», то есть относительно заметной на кинематографическом рынке организацией. После слияния Viacom и CBS в 2019 г. компания начала заниматься производством телефильмов для CBS All Access (нынешнее Paramount+).

## Предыстория
Телесеть «CBS» сформировала «CBS Films, Inc.» в качестве своего подразделения по синдикации в 1952 г., которое позже было переименовано в «CBS Enterprises» в 1968 г., а затем через два года в «Viacom». Но из-за того, что в 1972 г. были приняты правила о финансовых интересах и синдикации, «CBS» была вынуждена отделить компанию. «CBS» ненадолго перешла к кинопроизводству в 1967 г., создав "Cinema Center Films|, которая закрылась в 1972 г. из-за убытков. В 1979 г. «CBS» открыла новое подразделение театральных фильмов, которое в следующем году было официально названо «CBS Theatrical Films». Пока оно работало, CBS создала совместное предприятие с «Columbia Pictures» и «HBO» под названием «Tri-Star Pictures». «CBS» в конце концов вышла из этого предприятия в 1985 г., и в том же году прекратила свое существование «CBS Theatrical Films». В 2000 г. «CBS» была куплена «Viacom», которой также принадлежала мейджор Paramount Pictures.

## История
В марте 2007 г., после прошлогоднего отделения от «Viacom», корпорация «CBS» запустила собственное кинокомпанию «CBS Films», наняв Брюса Тоби в качестве главы по деловым вопросам, юридическим вопросам, финансам и распространению. Эми Баер была принята на работу в сентябре 2007 г. в качестве президента и главного исполнительного директора «CBS Films». Поскольку «CBS» сохранила право собственности на кабельный телеканал Showtime, а «Viacom» решила запустить Epix в 2009 г. с фильмами Paramount, это подразделение было создано для создания контента для канала. 17 ноября 2009 г. «CBS» подписала с «Sony Pictures» трехлетний контракт на международную дистрибуцию.
Изначально «CBS Films» планировала прокатывать, разрабатывать и продюсировать от 4 до 6 фильмов бюджетом в 50 млн долл. в год.
Запуск показался руководителям CBS своевременным на фоне закрытия или реструктуризации многих киностудий, включая известные «Metro-Goldwyn-Mayer», «Miramax Films» и «Warner Independent Pictures». Также «CBS» смогла хорошо продвигать свои фильмы на всех рекламных каналах своей материнской корпорации, от телепоказа до рекламы.
Студия выпустила свой первый фильм «Крайние меры» 22 января 2010 г. Вышедший в пять выходных дней на фоне Дня Благодарения «Быстрее пули» отметился слабыми стартовыми сборами в 12 млн долл.. В августе компания впервые приобрела права на дистрибуцию фильма, которым стал «Механик». «CBS» заменила главного операционного директора Брюса Тоби на Вольфганга Хаммера в ноябре 2010 г.
В марте 2011 г. выпустив пять фильмов и только один из которых собрал более 30 млн долл., «CBS Films» решила сменить направление и стать покупателем фильмов, а не производителем. Баер была освобождена после истечения её контракта в октябре, трое высших руководителей ушли на руководящие позиции в подразделении.
23 апреля 2012 г. «CBS Films» назначила Хаммера и Терри Пресс со-президентами. Пресс, консультирующий студию с 2010 г., должен был курировать креатив, распространение, маркетинг и производство, Хаммер — все деловые, финансовые, юридические вопросы и приобретения, включая профинансированные, софинансированные и завершенные проекты. Хаммер превратил «CBS Films» в крупную компанию по приобретению фильмов, что позволило дальше развиваться внутренним проектам. Самая крупная покупка «CBS» составила 4 млн долл. для фильма «Внутри Льюина Дэвиса», который выиграл Гран-при Каннского кинофестиваля и две номинации на премии «Оскар» и 3 премии «Золотой глобус».
22 июля 2014 г. Хаммер перешел с поста со-президента на должность консультанта по цифровым технологиям. В 2015 г. «Lionsgate» купила дистрибуцию в США и мировые продажи «CBS Films».
12 февраля 2019 г. стало известно, что в этом году компания выпустит в кинопрокат четыре картины, после чего войдет в состав основной группы «CBS Entertainment», переключив свое внимание на создание оригинального киноконтента для «CBS All Access». Последней выпущенной кинокартиной стала вышедшая 11 октября 2019 г. Окей, Лекси!. Слияние «ViacomCBS», которое завершилось 4 декабря 2019 года, вернуло «Paramount Pictures» в качестве дочерней компании «CBS», в результате чего потребность в отдельной кинотеатральная дочерней компании для телесети отпала.

## Фильмография
| Release Date        | Title                                         | Budget         | Gross (worldwide)  | Notes |
| ------------------- | --------------------------------------------- | -------------- | ------------------ | --- |
| 22 января 2010 г.   | Крайние меры (фильм, 2010)                    | 30 млн долл.   | 15,1 млн долл.     | Совместное производство с Double Feature Films                                                            |
| 23 апреля 2010 г.   | План Б                                        | 35 млн долл.   | 77,5 млн долл.     | Совместное производство с Escape Artists                                                                  |
| 24 ноября 2010 г.   | Быстрее пули                                  | 24 млн долл.   | 35,5 млн долл.     | Совместное производство с TriStar Pictures и Castle Rock Entertainment                                    |
| 28 января 2011 г.   | Механик                                       | 40 млн долл.   | 51 млн долл.       | Совместное производство с Millennium Films                                                                |
| 4 марта 2011 г.     | Страшно красив                                | 17 млн долл.   | 43,1 млн долл.     | |
| 3 февраля 2012 г.   | Женщина в чёрном                              | 13 млн долл.   | 127,7 млн долл.    | Дистрибуция в США                                                                                         |
| 9 марта 2012 г.     | Рыба моей мечты                               | 14,5 млн долл. | 34,6 млн долл.     | Дистрибуция в США                                                                                         |
| 7 сентября 2012 г.  | Слова                                         | 6 млн долл.    | 13,2 млн долл.     | |
| 12 октября 2012 г.  | Семь психопатов                               | 15 млн долл.   | 33 млн долл.       | Совместное производство с British Film Institute, Blueprint Pictures и Film4 Productions                  |
| 1 марта 2013 г.     | Последнее изгнание дьявола: Второе пришествие | 5 млн долл.    | 25 млн долл.       | Совместное производство со StudioCanal иStrike Entertainment                                              |
| 31 мая 2013 г.      | Короли лета                                   | нет данных     | 1,4 млн долл.      | Совместное производство с Big Beach Films                                                                 |
| 26 июля 2013 г.     | С кем переспать?!!                            | 1,5 млн долл.  | 3,9 млн долл.      | |
| 1 ноября 2013 г.    | Starперцы                                     | 28 млн долл.   | 134,4 млн долл.    | Совместное производство с Good Universe                                                                   |
| 6,декабря 2013 г.   | Внутри Льюина Дэвиса                          | 11 млн долл.   | 13 млн долл.       | Дистрибуция в США                                                                                         |
| 4 апреля 2014 г.    | Поражённый                                    | 318 тыс. долл. | 121,2 тыс. долл.   | Совместное производство с Entertainment One и IM Global                                                   |
| 25 апреля 2014 г.   | Гамбит                                        |                | 14,2 млн долл.     | Дистрибуция на домашних носителях в США                                                                   |
| 15 августа 2014 г.  | Дружба и никакого секса?                      | 11 млн долл.   | 7,8 млн долл.      | Дистрибуция в США                                                                                         |
| 26 сентября 2014 г. | Гордость                                      |                | 16,7 млн долл.     | Дистрибуция в США                                                                                         |
| 20 февраля 2015 г.  | Простушка                                     | 8,5 млн долл.  | 43,5 млн долл.     | Совместное производство с Wonderland Sound and Vision и Vast Entertainment                                |
| 13 ноября 2015 г.   | Любите Куперов                                | $24 млн долл.  | 41,1 млн долл.     | Совместное производство с Groundswell Productions, Imagine Entertainment и Handwritten Films              |
| 25 марта 2016 г.    | Охота на работу                               |                |                    | Совместное производство с Lionsgate Premiere и Double Feature Films                                       |
| 12 апреля 2016 г.   | Рейс 7500                                     |                | 2,8 млн долл.      | Совместное производство с Lionsgate Films                                                                 |
| 12 августа 2016 г.  | Любой ценой                                   | 12 млн долл.   | 37,9 млн долл.     | Совместное производство с Sidney Kimmel Entertainment, Odd Lot Entertainment, Film 44 и LBI Entertainment |
| 7 октября 2016 г.   | Средняя школа: Худшие годы моей жизни         | 8,5 млн долл.  | 23,3 млн долл.     | Совместное производство с Lionsgate Films, James Patterson Entertainment и Participant Media              |
| 21 декабря 2016 г.  | День патриота                                 | 40 млн долл.   | 52,4 млн долл.     | Совместная дистрибуция с Lionsgate Films                                                                  |
| 10 марта 2017 г.    | Предчувствие конца                            |                |                    | Совместная дистрибуция с Lionsgate                                                                        |
| 2 июня 2017 г.      | Дин                                           | 950 тыс. долл. | 254,536 тыс. долл. | |
| 15 сентября 2017 г. | Наёмник                                       | 33 млн долл.   | 66,7 млн долл.     | Совместная международная дистрибуция с Lionsgate Films                                                    |
| 2 февраля 2018 г.   | Винчестер. Дом, который построили призраки    | 44 млн долл.   |                    | |
| 28 сентября 2018 г. | Хэллфест                                      | 5,5 млн долл.  | 18,2 млн долл.     | Совместное производство с Valhalla Entertainment и Tucker Tooley Entertainment                            |
| 16 ноября 2018 г.   | Ван Гог. На пороге вечности                   |                | 11,5 млн долл.     | Совместное производство с Iconoclast и Riverstone Pictures                                                |
| 15 марта 2019 г.    | В метре друг от друга                         | 7 млн долл.    | 88,4 млн долл.     | Совместная дистрибуция с Lionsgate Films                                                                  |
| 7 июня 2019 г.      | Паваротти                                     |                | 5,9 млн долл.      | |
| 9 августа 2019 г.   | Страшные истории для рассказа в темноте       | 25 млн долл.   | 104,5 млн долл.    | Совместное производство с Lionsgate Films иEntertainment One                                              |
| 6 сентября 2019 г.  | Рождённый после смерти                        |                |                    | Совместное производство с Lionsgate Films                                                                 |
| 11 октября 2019 г.  | Окей, Лекси!                                  | 5 млн долл.    | 9,2 млн долл.      | |